# Alba Mons
Alba Mons, tidigare även Alba Patera, är en vulkan på planeten Mars. Vulkanen ligger i Tharsisregionen på Mars, i den norra delen av området. En av Alba Mons mest utmärkande drag är de ringformade gravsänkorna runt vulkanens topp. I öst-västlig riktning mäter Alba Mons ca 1400 km i diameter, medan den är cirka 1000 km i nord-sydlig riktning. Jämfört med andra vulkaner i området har den en ganska flack lutning, med en topp på 6845 meter. Eftersom Mars, till skillnad från Jorden, saknar hav så definieras 0 höjdmeter till ett atmosfäriskt tryck av 610.5 pascal.